# Aruch
Aruch (in armeno Արուճ?; fino al 1970 Talish) è un comune dell'Armenia di 1 016 abitanti (2001) della provincia di Aragatsotn, a sud del monte Aragats. Il paese risale al VI secolo quando fu un campo invernale per le truppe reali; fu reso poi un insediamento permanente da Grigor Mamikonian (661-682). Aruch è sede del complesso monastico del VII secolo Aruchavank; vi sono anche resti del palazzo dei Mamikonian.